# Lista de membros titulares da Academia Brasileira de Ciências empossados em 1981
Esta lista contém os nomes dos membros titulares da Academia Brasileira de Ciências empossados em 1981.
| Imagem | Nome                                  | Datas de nascimento e falecimento         | Local de nascimento        | Área de especialização | Alma mater | Data de posse          | Conhecido por | Referências |
| ------ | ------------------------------------- | ----------------------------------------- | -------------------------- | ---------------------- | ---------- | ---------------------- | --- | ----------- |
|        | Alcides Lins Neto                     | 31 de dezembro de 1947                    |                            | Ciências Matemáticas   | IME        | 25 de maio de 1981     | |             |
|        | Alcides Nóbrega Sial                  | 14 de dezembro de 1942                    | Recife, PE                 | Ciências da Terra      | UFPE       | 18 de dezembro de 1981 | Fundou o Laboratório de Isótopos Estáveis (LABISE) da UFPE |             |
|        | Antônio Rodrigues Cordeiro            | 06 de março de 1923 16 de maio de 2021    | Bagé, RS                   | Ciências Biológicas    | UFRGS      | 25 de maio de 1981     | Fundou o Laboratório de Genética da UFRGS, em 1949; o Laboratório de Cultura de Tecidos Vegetais e o de Engenharia Genética Vegetal, ambos na UFRJ, na década de 80. | [ 2 ] [ 3 ] |
|        | Edson Xavier Albuquerque              | 22 de janeiro de 1938 22 de julho de 2018 | Recife, PE                 | Ciências Biomédicas    | UFPE       | 18 de dezembro de 1981 | | [ 4 ]       |
|        | Fernando Cláudio Zawislak             | 05 de fevereiro de 1935                   | Santa Rosa, RS             | Ciências Físicas       | UFRGS      | 25 de maio de 1981     | |             |
|        | Frederico José de Vasconcellos Xavier | 12 de abril de 1951                       | Vitória de Santo Antão, PE | Ciências Matemáticas   | UFPE       | 25 de maio de 1981     | Conexão entre a teoria das equações parciais hiperbólicas e a topologia dos pontos umbílicos                                                                         |             |
|        | José Galizia Tundisi                  | 02 de maio de 1938                        | Bariri, SP                 | Ciências Biológicas    | USP        | 25 de maio de 1981     | Fundou o Instituto Internacional de Ecologia, em São Carlos |             |
|        | Nelson Monteiro Vaz                   | 28 de setembro de 1936                    |                            | Ciências Biomédicas    | UFF        | 25 de maio de 1981     | |             |
|        | Nicola Petragnani                     | 16 de maio de 1929 05 de dezembro de 2015 | Roma, Itália               | Ciências Químicas      | USP        | 25 de maio de 1981     | Foi orientado por Heinrich Rheinboldt | [ 5 ] [ 6 ] |